# Cardenal anyil ultramarí
El cardenal anyil ultramarí (Cyanoloxia cyanoides) és un ocell passeriforme cardinàlid d'Amèrica Central i Amèrica del Sud. El plomatge dels mascles és blau amb negre, brillant a la llum; es diferencien de les femelles en què aquestes són de plomatge castany fosc. Habiten en denses selves, des del sud-est de Mèxic a través d'Amèrica Central fins a l'Amazònia, generalment en el sotabosc.

## Taxonomia
Considerat antany membre del gènere Cyanocompsa s'inclou a Cyanoloxia arran Bryson et al. 2014

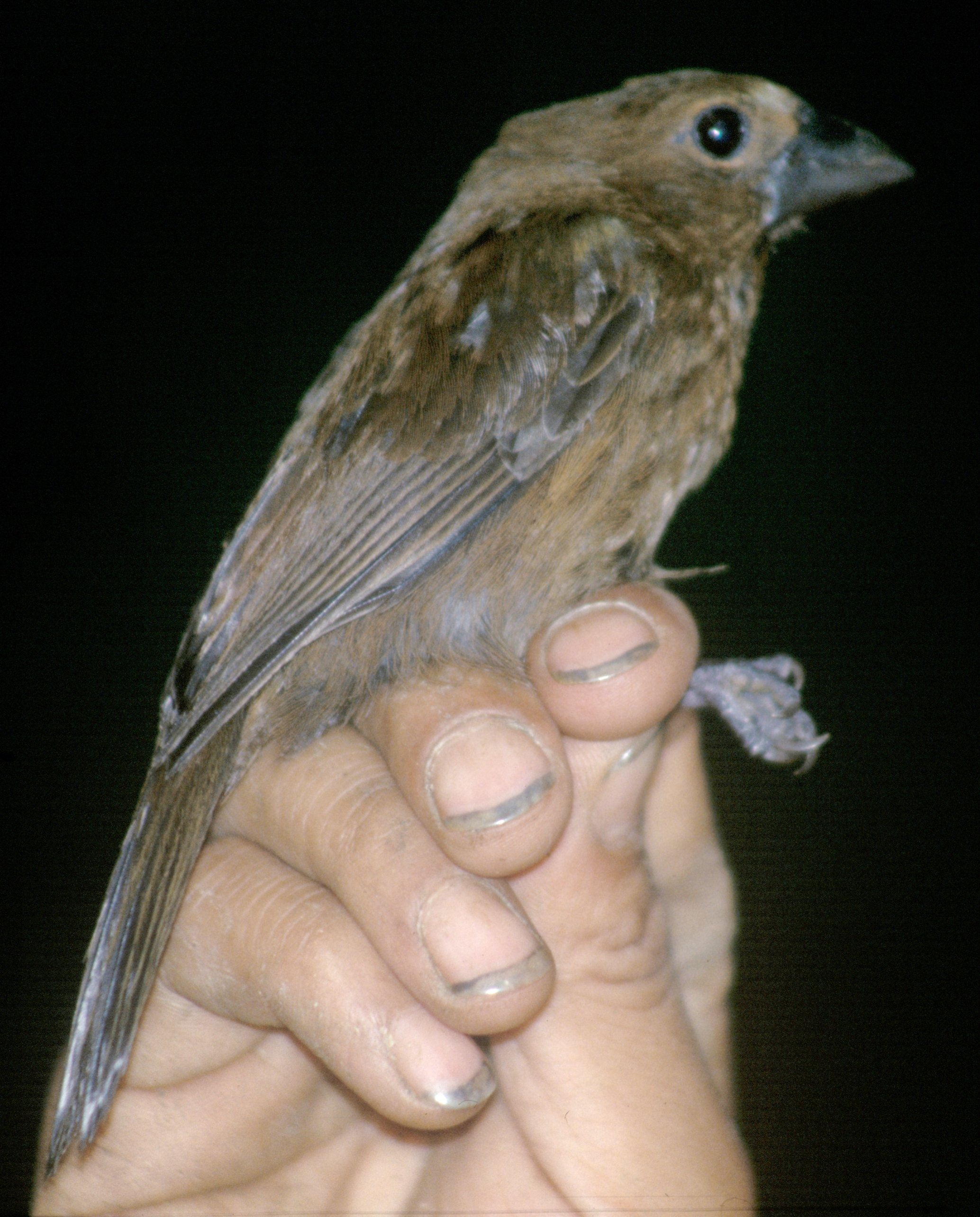
Femella